# Stig Sjölin
Stig Karl Olof Sjölin (ur. 21 grudnia 1928 w Värnamo, zm. 9 stycznia 1995 w Helsingborgu) – szwedzki bokser, medalista olimpijski z 1952, mistrz Europy.
Rozpoczął amatorską karierę bokserską w 1944. Przez niemal całą karierę walczył w kategorii średniej (do 75 kg).
Zdobył srebrny medal w wadze średniej na mistrzostwach Europy w 1949 w Oslo, po porażce w finale z László Pappem. Na kolejnych mistrzostwach Europy w 1951 w Mediolanie został mistrzem w tej kategorii, po wygranej w finale z Günterem Sladkym z RFN.
Na igrzyskach olimpijskich w 1952 w Helsinkach po wygraniu dwóch walk przegrał w półfinale z późniejszym mistrzem Floydem Pattersonem ze Stanów Zjednoczonych, zdobywając brązowy medal.
Kolejny brązowy medal wywalczył w wadze średniej na mistrzostwach Europy w 1953 w Warszawie, gdzie został pokonany w półfinale przez Dietera Wemhönera z RFN. Na mistrzostwach Europy w 1955 w Berlinie Zachodnim po raz czwarty zdobył medal, tym razem srebrny, po przegranej w finale z Giennadijem Szatkowem z ZSRR. Wystąpił na igrzyskach olimpijskich w 1956 w Melbourne, ale przegrał pierwszą walkę z późniejszym brązowym medalistą Víctorem Zalazarem z Argentyny.
Był zwycięzcą mistrzostw państw nordyckich w 1955 i 1957.
Zdobył mistrzostwo Szwecji w wadze średniej w 1949, 1952–1954, 1956 i 1957 oraz w wadze lekkośredniej w 1951. Wystąpił w 40 meczach reprezentacji Szwecji. Stoczył 295 walk amatorskich, z których wygrał 263.
Zakończył karierę amatorską w 1957. Nigdy nie przeszedł na zawodowstwo.